# Степь (Борзнянский район)
Сте́пь (укр. Степ) – село, расположенное на территории Борзнянского района Черниговской области (Украина) на реке Смолянка. Расположено в 30 км на запад от райцентра Борзны. Население — 410 чел. (на 2009 г.). Адрес совета: 16424, Черниговская обл., Борзнянский р-он, село Вел. Загоровка, ул.Центральная,23 , тел. 2-41-42.